# Municipio de East Park
El municipio de East Park (en inglés: East Park Township) es un municipio ubicado en el condado de Marshall en el estado estadounidense de Minnesota. En el año 2010 tenía una población de 23 habitantes y una densidad poblacional de 0,24 personas por km².

## Geografía
El municipio de East Park se encuentra ubicado en las coordenadas 48°29′53″N 96°18′52″O / 48.49806, -96.31444. Según la Oficina del Censo de los Estados Unidos, el municipio tiene una superficie total de 94.01 km², de la cual 87,42 km² corresponden a tierra firme y (7,01 %) 6,59 km² es agua.

## Demografía
Según el censo de 2010, había 23 personas residiendo en el municipio de East Park. La densidad de población era de 0,24 hab./km². De los 23 habitantes, el municipio de East Park estaba compuesto por el 100 % blancos. Del total de la población el 0 % eran hispanos o latinos de cualquier raza.